# Teodora e Didimo
Teodora e Didimo (morti nel 304) sono due santi cristiani la cui leggenda si basa su un racconto del IV secolo attribuito a sant'Ambrogio. Sono festeggiati il 28 aprile. 
Furono martirizzati sotto il regno dei co-imperatori romani Diocleziano e Massimiano. A causa di un calo della popolazione, fu emesso un editto che imponeva alle donne romane di aver figli e fu criminalizzata la verginità. 
Il prefetto di Alessandria d'Egitto, Proculus, venne a conoscenza del voto di nubilato di Teodora, che nel racconto è descritta come una bella ragazza, di nobile famiglia romana, che non avrebbe avuto nessuna difficoltà a scegliere tra molti pretendenti. 
La scoperta del suo voto di castità (giurò che se avesse perso la verginità non sarebbe stato per sua scelta) la fece condannare ad essere rinchiusa in un lupanare. 
Il suo primo cliente fu Didimo, un soldato cristiano che era venuto in realtà a salvarla. La storia narra che scambiò i vestiti con lei, permettendole di fuggire. 
Quando giunse un altro cliente, Didimo si rivelò, dicendo di considerarsi un uomo benedetto perché gli era stata data la possibilità di salvare una donna innocente e di morire per la sua fede. Didimo fu preso prigioniero e portato al cospetto del prefetto Proculus, che lo condannò a morte. Sant'Ambrogio dice che Teodora non poteva consentire al suo salvatore di morire da solo, e si presentò al cospetto di Proculus prima della esecuzione. 
Didimo e Teodora furono decapitati. Il corpo di Didimo venne bruciato. La storia di Teodora e Didimo è quasi identica a quella dei santi Antonia e Alessandro. Il tema della storia potrebbe riflettere l'istituzione della prostituzione religiosa. 
L'oratorio Teodora, composto da Georg Friedrich Händel nel 1749, si basa sulla storia di Teodora e Didimo.